# تشابي ري
تشابي ري (بالكتالونية: Xavier Rey i Sanuy)‏ مواليد 13 يوليو 1987، هو لاعب كرة سلة إسباني بدأ مسيرته الاحترافية في سنة 2005 يلعب في ليغا أيه سي بي ويحمل الرقم 14. يبلغ طوله 6 قدم 10.75 بوصة (2.1 م).

## فرق لعب لها
- باسكت مانريسا
- نادي برشلونة لكرة السلة
- نادي إشبيلية لكرة السلة

## الميداليات
| الميدالية | المسابقة                         |
| --------- | -------------------------------- |
| برونزية   | بطولة أمم أوروبا لكرة السلة 2013 |

## روابط خارجية
- تشابي ري على موقع الاتحاد الدولي لكرة السلة (الإنجليزية)
- تشابي ري على موقع الدوري الأوروبي لكرة السلة (الإنجليزية)
- تشابي ري على موقع الدوري الإسباني لكرة السلة (الإسبانية)
- تشابي ري على موقع كرة السلة الأوروبية.كوم (الإنجليزية)
- تشابي ري على موقع ريلجم (الإنجليزية)
- تشابي ري على موقع بروبوليرز (الإنجليزية)
- تشابي ري على موقع سبورتس رفرنس (الإنجليزية)